# Razvanje
Razvanje – wieś w Słowenii, w gminie miejskiej Maribor. W 2018 roku liczyła 1287 mieszkańców. 